# Lu Miaoyi
Dans ce nom chinois, le nom de famille, Lu, précède le nom personnel.
Pour les articles homonymes, voir Lu.
Lu Miaoyi est une joueuse d'échecs chinoise née en mars 2010, grand maître international féminin et championne de Chine en 2024. 
Au 1er mai 2024, elle est la 7e joueuse chinoise et la 32e joueuse mondiale avec un classement Elo de 2 437 points.

## Biographie et carrière

### Famille
Lu Miaoyi est née en 2010.
Sa mère est la joueuse grand maître international féminin Xu Yuanyuan qui remporta le championnat chinois féminin en 2003. 
Le grand père de Lu Miaoyi, Xu Tao était un joueur amateur qui avait remporté le championnat de Pékin.

### Débuts
Lu Miaoyi a attiré l'attention en 2020 en remportant un tournoi de grands maîtres féminins à Belgrade à dix ans
Lu Miaoyi a obtenu le titre de grand maître international féminin en 2023 et les trois normes nécessaires pour le titre de maître international féminin en 2022.

### Championne de Chine à 14 ans
En mai 2024, elle remporte le championnat de chine féminin (adulte) à quatorze ans après un match de départage en blitz contre Ni Shiqun.